# Cormocephalus rubriceps
Cormocephalus rubriceps är en mångfotingart som först beskrevs av Newport 1843.  Cormocephalus rubriceps ingår i släktet Cormocephalus och familjen Scolopendridae. Inga underarter finns listade i Catalogue of Life.